# 阿科班巴區 (阿科班巴省)
阿科班巴區（西班牙語：Distrito de Acobamba），是秘魯的一個區，位於該國中南部萬卡韋利卡大區的阿科班巴省，始建於1943年1月15日，面積910.82平方公里，海拔高度2,940米，2005年人口62,868，人口密度每平方公里69人。